# Тиамин
Тиами́н (витамин B1; старое название — аневрин) — органическое гетероциклическое соединение, водорастворимый витамин, отвечающий формуле C12H17N4OS. Бесцветное кристаллическое вещество, хорошо растворимое в воде, нерастворимое в спирте (есть и жирорастворимый аналог витамина B1 (тиамина) — бенфотиамин). Водные растворы тиамина в кислой среде выдерживают нагревание до высоких температур без снижения биологической активности. В нейтральной и особенно в щелочной среде витамин B1, наоборот, быстро разрушается при нагревании. На сегодняшний день известно четыре формы тиамина в организме человека: нефосфорилированный тиамин, тиаминмонофосфат, тиаминдифосфат (он же тиаминпирофосфат) и тиаминтрифосфат. Тиаминдифосфат является самой распространенной формой тиамина.
Тиамин играет важную роль в процессах метаболизма углеводов, жиров и белков.
Тело человека может хранить до 30 мг тиамина в тканях.
Тиамин в основном сосредоточен в скелетных мышцах.
Другие органы, в которых он найден, — это мозг, сердце, печень и почки.
Вещество необходимо для нормального роста и развития и помогает поддерживать надлежащую работу сердца, нервной и пищеварительной систем.
Тиамин, являясь водорастворимым соединением, не запасается в организме и не обладает отравляющими свойствами.
Недостаток тиамина, возникающий при плохом питании и чрезмерном употреблении алкоголя, приводит к синдрому Вернике — Корсакова и авитаминозу.
Эти расстройства характеризуются изменениями в нервной системе, которые могут быть восстановлены при высоком уровне потребления тиамина и соответствующей диете.

## История
Христиан Эйкман предположил существование паралитического яда в эндосперме риса и наличие полезных для организма веществ в рисовых отрубях, излечивающих болезнь бери-бери. За исследования, которые привели к открытию витаминов, Эйкман получил в 1929 году Нобелевскую премию в области медицины. В 1911 году Казимир Функ получил биологически активное вещество из рисовых отрубей, которое назвал витамином, так как его молекула содержала азот.
В чистом виде впервые выделен Б. Янсеном в 1926 году.

## Физико-химические свойства
Тиамин хорошо растворим в воде. В кислых водных растворах весьма устойчив к нагреванию, в щелочных — быстро разрушается.
Молекула содержит два соединённых метиленовой связью кольца: пиримидиновое и тиазоловое.

## Метаболическая роль и обмен

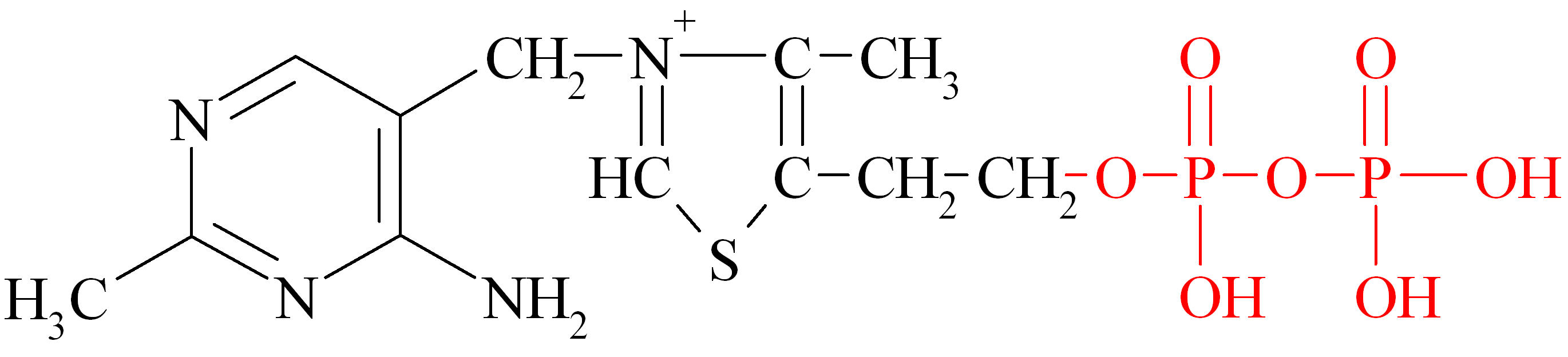
Тиаминпирофосфат

В природе тиамин синтезируется растениями и многими микроорганизмами. Большинство животных и человек не могут синтезировать тиамин и получают его вместе с пищей. В тиамине нуждаются все животные за исключением жвачных, так как бактерии в их кишечнике синтезируют достаточное количество витамина.
Всасываясь из кишечника, тиамин фосфорилируется и превращается в тиаминпирофосфат.
Тиаминпирофосфат (ТПФ, англ. TPP) — активная форма тиамина — является коферментом пируватдекарбоксилазного и α-кетоглутаратдегидрогеназного комплексов, а также транскетолазы.
Первые два фермента участвуют в метаболизме углеводов, транскетолаза функционирует в пентозофосфатном пути, участвуя в переносе гликоальдегидного радикала между кето- и альдосахарами. ТПФ синтезируется ферментом тиаминпирофосфокиназой, главным образом в печени и в ткани мозга. Реакция требует присутствия свободного тиамина, ионов Mg2+ и АТФ. Также ТПФ выступает коферментом дегидрогеназы γ-оксиглутаровой кислоты и пируватдекарбоксилазы клеток дрожжей.
Другими производными тиамина являются:
- Тиаминтрифосфат, обнаружен у бактерий, грибов, растений и животных[2], у E. coli играет роль сигнальной молекулы при ответе на аминокислотное голодание[3].
- Аденозинтиаминдифосфат — накапливается у E. coli в результате углеродного голодания[4].
- Аденозинтиаминтрифосфат — присутствует в небольших количествах в печени позвоночных, функция его неизвестна[5].

## Гиповитаминоз
Системный недостаток тиамина является причиной развития ряда тяжёлых расстройств, ведущее место в которых занимают поражения нервной системы. Комплекс последствий недостаточности тиамина известен под названием болезни бери-бери и синдрома Корсакова-Вернике.
Как правило, развитие дефицита тиамина бывает связано с нарушениями в питании. Это может быть следствием недостаточного поступления тиамина с пищей либо происходить в результате избыточного употребления продуктов, содержащих значительные количества антитиаминовых факторов. Так, свежие рыба и морепродукты содержат значительные количества тиаминазы, разрушающей витамин; чай и кофе ингибируют всасывание тиамина.
При бери-бери наблюдаются слабость, потеря веса, атрофия мышц, невриты, нарушения умственной деятельности, расстройства со стороны пищеварительной и сердечно-сосудистой системы, развитие парезов и параличей.
Одной из форм бери-бери, встречающейся преимущественно в развитых странах, является Синдром Гайе — Вернике (иначе — синдром Вернике — Корсакова), развивающийся при алкоголизме.
Синдром Вернике — Корсакова является потенциально фатальным неврологическим расстройством, что наиболее часто встречается у алкоголиков.
Алкоголь напрямую влияет на механизмы фосфорилирования/дефосфорилирования тиамина, что приводит к сильному уменьшению концентрации активной формы тиамина.
Энцефалопатия Вернике и Корсаковский психоз — два отдельных диагноза. Этот синдром вызывает повреждения головного мозга в третьем и четвёртом желудочке, таламусе и мамиллярных органах. Развитие болезни приводит к психозу и необратимому повреждению в областях мозга, связанных с памятью. Симптомы энцефалопатии Корсакова-Вернике включают:
- путаницу и потерю умственной деятельности, что может прогрессировать до комы;
- потерю мышечной координации (атаксию);
- аномальные движения глаз, двоение в глазах;
- неспособность сформировать новые воспоминания;
- потерю памяти.

Лечение энцефалопатии Вернике включает внутривенное введение тиамина в течение 3—5 дней с последующим приемом высокой потенции B-витаминного комплекса, пока улучшение продолжается.
При нарушении обмена тиамина в первую очередь возникает расстройство окислительного декарбоксилирования α-кетокислот и частично блокируется метаболизм углеводов. У больных бери-бери происходит накопление недоокисленных продуктов обмена пирувата, которые оказывают токсическое действие на ЦНС и обусловливают развитие метаболического ацидоза. Вследствие развития энергодефицита снижается эффективность работы ионных градиентных насосов, в том числе клеток нервной и мышечной ткани. Нарушается синтез жирных кислот и трансформация углеводов в жиры. Усиление катаболизма белков ведёт к развитию мышечной атрофии, у детей — к задержке физического развития. Вследствие затруднения образования из пировиноградной кислоты ацетил КоА страдает процесс ацетилирования холина.
Экспериментальные исследования по депривации тиамина у мышей приводили к энергодефициту в печени, увеличению уровня лактата, уменьшению транскрипции генов, связанных с метаболизмом липидов и глюкозы.

## Гипервитаминоз
Гипервитаминоз для тиамина встречается крайне редко. Парентеральное введение витамина B1 в большой дозе может вызвать анафилактический шок вследствие способности тиамина вызывать неспецифическую дегрануляцию тучных клеток. Тиамин в фармакологических дозах (от 30 мг) в таблетках угнетает холинэстеразу и гистаминазу, вызывая соответствующие синдромы. Также вызывает дефицит меди, витаминов B2 и B3 в крови. Леводопа постепенно вызывает гипервитаминоз B1.
При фотодерматозах и СКВ регистрируется всегда повышенный фон B1 и дефицит B6, особенно после загара.

## Распространение в пищевых продуктах
Основные количества тиамина человек получает с растительной пищей. Богаты тиамином такая растительная еда, как пшеничный хлеб из муки грубого помола, соя, фасоль, горох, шпинат. Меньше содержание тиамина в картофеле, моркови, капусте. Из животной пищи содержанием тиамина выделяются печень, почки, мозг, свинина, говядина, также он содержится в дрожжах. В молоке его содержится около 0,5 мг/кг. Витамин B1 синтезируется некоторыми видами бактерий, составляющих микрофлору толстого кишечника.

## Нормы потребления тиамина (витамина B1)
| Пол      | Возраст         | Суточная норма тиамина (витамин B1), мг/день |
| -------- | --------------- | -------------------------------------------- |
| Младенцы | до 6 месяцев    | 0,2                                          |
| Младенцы | 7 — 12 месяцев  | 0,3                                          |
| Дети     | 1 — 3 года      | 0,5                                          |
| Дети     | 4 — 8 лет       | 0,6                                          |
| Дети     | 9 — 13 лет      | 0,9                                          |
| Мужчины  | 14 лет и старше | 1,2                                          |
| Женщины  | 14-18 лет       | 1,0                                          |
| Женщины  | 19 лет и старше | 1,1                                          |